# ویسوایلر
ویسوایلر (به آلمانی: Wiesweiler) یک شهر در آلمان است که در Lauterecken-Wolfstein واقع شده‌است. ویسوایلر ۴۶۴ نفر جمعیت دارد.